# Campos Ayres
Diógenes de Campos Ayres (Itapetininga, 1 de outubro de 1881 --- São Paulo, 28 de outubro de 1944) foi um pintor, desenhista e professor brasileiro.
Beneficiado com bolsa de estudos concedida pelo Pensionato Artístico do Estado de São Paulo em 1909, estudou em Paris na Academia Julian com Henri Roeyer, Robert Fleury e Jean-Paul Laurens.
Foi essencialmente um paisagista apreciado por alguns críticos e considerado com menores méritos por outros. Campos Ayres foi alvo de muitas críticas por sempre criar acerca das mesmas temáticas, tendo grandes predileções por pintar águas paradas e correntes, árvores, plantas aquáticas, montanhas, campos e nuvens. Todos esses elementos apareciam em um ambiente de luz difusa.

## Carreira
Campos Ayres entrou em contato com a pintura logo na infância. Começou a pintar por conta própria em Avaré, São Paulo, por ser de família originária do interior paulista. No ano de 1906, expôs pela primeira vez, também em são Paulo, na Casa Bevilacquia. Três anos depois, conseguiu uma bolsa e foi estudar no Pensionato Artístico do Estado de São Paulo, que foi regulamentado em 1912. No mesmo ano viajou a Paris, onde desenvolveu suas habilidades na Académie Julian, até 1910, tendo aulas com Tony Robert-Fleury, renomado pintor especializado em retratos, com Paul Albert Laurens, presidente da Sociedade dos Artistas Franceses e com Henry Paul Roeyer, que era um dos integrantes da Escola de Nancy.

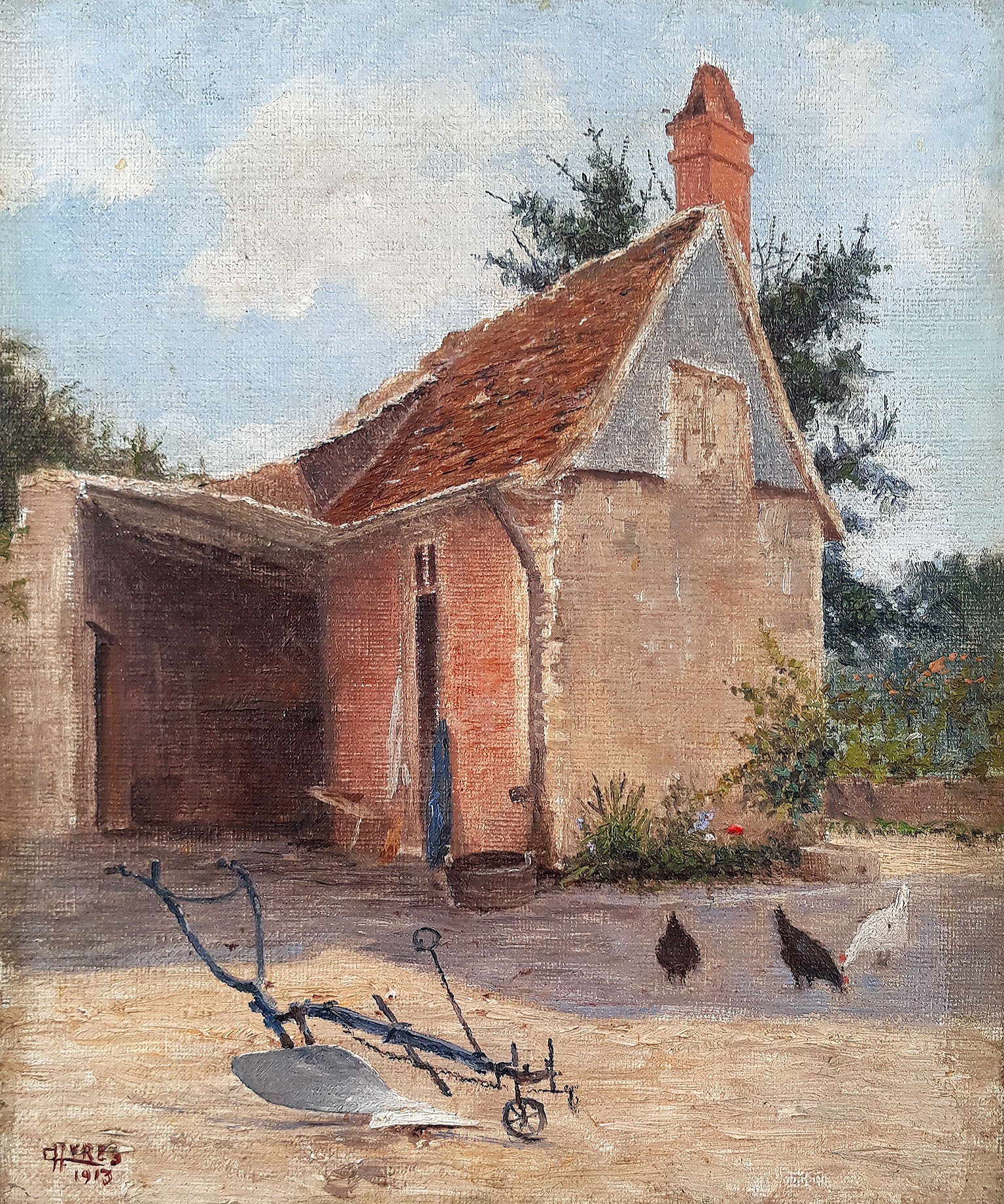
Campos Ayres (1881-1944). Terreiro com galinhas e arado (aiveca), arredores de Paris (prov.), óleo sobre tela colada em painel, 26 x 21,7cm, 1913. Coleção particular. Foto Gedley Braga

Vale mencionar que a Escola Nancy tinha grande apresso pelas representações históricas referentes a tradições regionais, bem como pela experiência contida nos centros urbanos. Ao longo desse tempo estudando na capital francesa, Campos Ayres capacitou suas técnicas no exercício da figura, sendo muito influenciado pela paisagem ambiente, onde encontrava inspiração para criar e retratar os locais pelos quais passou. Suas frequentes idas ao famoso Museu do Louvre também o ajudaram a compor suas criações, uma vez que pode entrar em contato com obras de paisagistas locais do século XIX, principalmente com as de Jean-Baptiste-Camille Corot.
Em 1914 o pintor volta ao Brasil, expondo individualmente na Casa Mascarani, em São Paulo. Três anos depois se apresenta na Casa Verde e em 1919 dá continuidade aos seus trabalhos, na exposição Autos, que ocorreu na Casa di Franco, uma loja paulista de instrumentos musicais. Nesse mesmo ano, com a repercussão e conhecimento de suas obras, Ayres se destaca, chamando atenção de Monteiro Lobato, que escreve sobre ele em artigo publicado no jornal O Estado de S. Paulo.

## Características

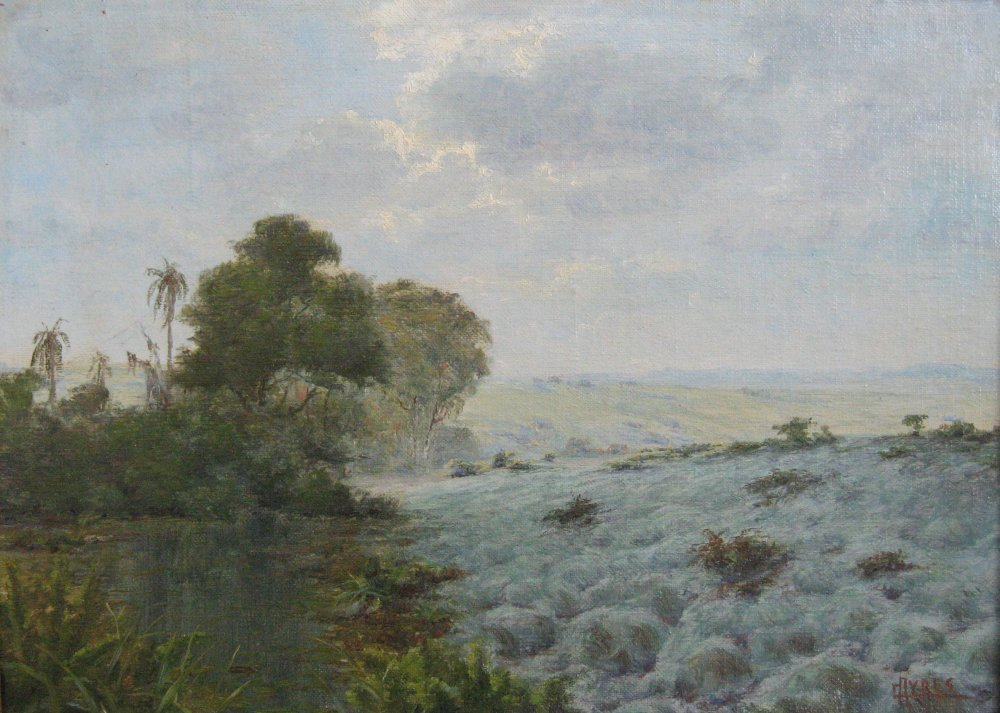
Paisagem (PBSA 2) - Campos Ayres

As pinturas de Campos Ayres são permeadas por fatores marcantes, que as tornam facilmente reconhecíveis. Ao mesmo tempo em que consolidou sua individualidade com a retratação de recantos tipicamente brasileiros, de verdes claros leitosos e cores em tons pastéis, não esqueceu as lições que aprendeu na França, especialmente as que observou nos quadros de Corot, pintor que o influenciou fortemente ao longo da carreira. As brumas, por exemplo, eram características marcantes e frequentes nas obras de Ayres. Muitos críticos que tinham dificuldade em detectá-las, conseguiram tal feito por meio da obra do pintor paulista.
As pinceladas, que davam a impressão de manchas de tamanhos distintos e as formas não delineadas se faziam constantes em suas obras, com figuras que quase não se desprendiam do fundo, o que as faziam menos nítidas para o observador. Outros pintores com essa mesma marca eram: Paulo do Valle Jr, José Marques Campão, Monteiro França, Lopes de Leão e Torquato Bassi.
A luz também era um fator importante em suas pinturas, sendo usada de forma considerada poética, deixando subentendido um outro estado da alma, que para os críticos, era um tanto quanto contemplativo, o que possivelmente vinha de sua admiração por uma natureza vista como silenciosa, traduzida em linguagem personalíssima.
Em suas obras, é possível observar a captação de trechos de águas sem movimentação, campos repletos de árvores ralas ou barba-de-bode, nuvens, e uma luz não muito intensa, que se faz evidente através do amanhecer, com a presença de bruma ou geada. Há ainda forte aparição de elementos como garoa, neblina, orvalho e vento.
Devido a essas suas predileções, as cores aparecem em tons mais suaves, com verdes esbranquiçados e sem a presença de contrastes bruscos. Nos raros quadros onde há Sol, a luz ainda é fraca, uma vez que se faz visível pelo pintor como se estivesse encoberta por uma espécie de lente opaca.

## A pintura de paisagem

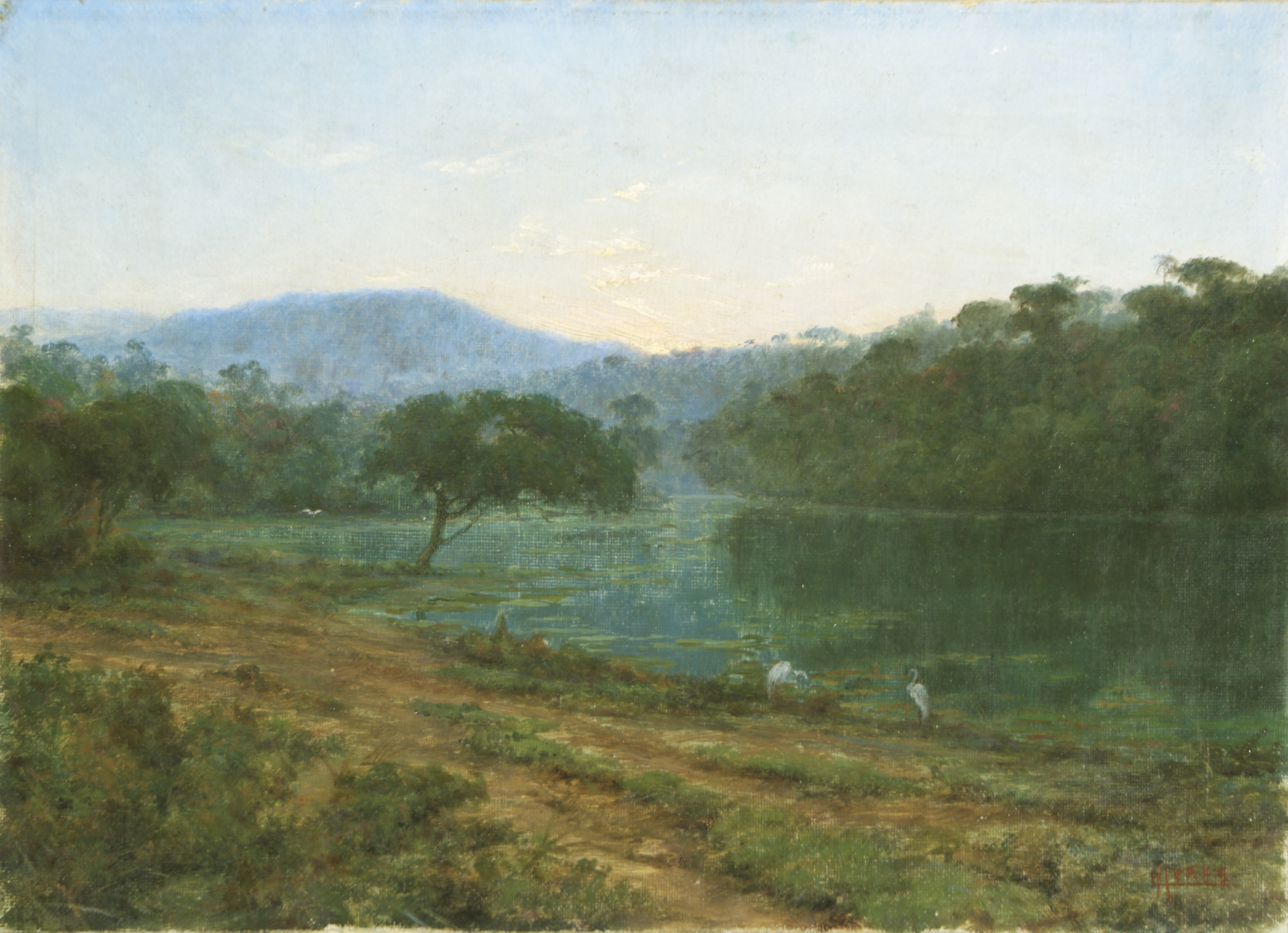
Paisagem - Campos Ayres

Em meados do século XVII, a paisagem era considerada um gênero de arte inferior, detendo o penúltimo lugar no ranking de temas pictóricos, seguido apenas pela natureza-morta. Porém, houve uma reviravolta em sua significância para o mundo das artes, o que a consolidou uma representação, com autonomia própria, ou seja, tema central e principal das obras, e não mais plano de fundo ou complemento para figuras humanas ou de entidades santas e divinas.
A paisagem, como natureza-morta, foi tachada como uma forma burguesa de representação. Ela também foi significada como uma maneira de representar a calma, principalmente após um período intenso de guerra. Na Inglaterra, juntamente da paisagem, ocorreram estudos acerca do ar e da luz, retratados por meio de tonalidades distintas de cores. Na Escola de Barbizon, a paisagem foi distanciada do sentimentalismo e de idealizações, inicialmente por meio das práticas do francês Jean-François Millet.
Na Itália, um grupo de pintores fazia suas obras de paisagem ao ar livre, com o uso de manchas, que originou o nome macchiaioli. No sul do país, os artistas se dedicaram mais ao estudo da luz, principalmente os pintores da Escola de Posillipo. Cores refletidas e refratadas também foram estudadas. Essas técnicas que eram constantes nas obras do impressionismo influenciaram de forma significativa a estilização da pintura de paisagem desenvolvida no Brasil, que se tornou recorrente somente depois da metade do século XIX, com a segunda geração de pintores adeptos à Missão Francesa. Na Academia Imperial de Belas-Artes, existia a cadeira de paisagem, ministrada primeiramente por Vitor Meireles e depois por Zeferino da Costa.  Entretanto, foi com o pintor alemão George Grimm que criou-se o hábito de pintar ao ar livre. Ele foi convidado a ministrar a cadeira de paisagem, porém acabou abandonando a academia e consequentemente seus alunos devido as restrições de suas saídas para pintar, que não eram bem vistas por outros membros da instituição.
Em São Paulo, os pintores que se dedicaram a paisagem foram esquecidos rapidamente, entretanto, uma outra geração reforçou a prática, com características marcantes encontradas nas obras de cada pintor, desde a eternização de morros e campos floridos, de Clodomiro Amazonas, das pinturas de amanhecer e anoitecer de Torquato Bassi até as paisagens repletas de bruma, de Campos Ayres.

## Exposições
Durante sua carreira, Diógenes Campos Ayres foi um artista ativo, que realizou exposições e diferentes atividades de forma individual e coletiva. Suas principais exposições individuais aconteceram na Casa Bevilacqua, em 1906; Casa Verde, em 1917 e 1919; Galeria Blanchon, em 1933; Rua Quitanda, em 1934; Rua João Brícola, em 1940 e Rua Barão de Itapetininga, em 1942. Todas elas ocorrerão em São Paulo.
As exposições coletivas também se concretizaram em sua maioria em São Paulo, com exceção de uma, que teve o solo carioca como anfitrião. Entre suas principais contribuições coletivas estavam a Exposição Nacional, que ocorreu em 1908; a Mostra no Salão Mascarini, em 1914 e a 25ª Exposição Geral de Belas Artes, que se deu em 1918, no Rio de Janeiro. A Exposição Altos, na Casa Di Franco, a Mostra na Casa Editora O Livro e o 1º e 6º Salão Paulista de Belas Artes, realizados respectivamente em, 1919, 1922, 1934 e 1939, em SP, também foram eventos importantes para a carreira do pintor de Itapetininga. Em 1940 ocorreram o 7º Salão Paulista de Belas Artes, no Salão de Arte Almeida Júnior da Prefeitura Municipal de SP e a Exposição Retrospectiva - obras dos grandes mestres da pintura e seus discípulos. Enquanto que o período entre 1941 a 1943 foi marcado pelo Salão Paulista de Belas Artes - grande medalha de prata; 8º e 9º Salão Paulista de Belas Artes - Galeria Prestes Maia.
São Paulo serviu em sua totalidade para a execução de exposições póstumas:
•1944: Paisagens de Itapetininga (Galeria Benedetti);
•1945: 11º Salão Paulista de Belas Artes (Galeria Prestes Maia);
•1956: Exposição Cinquenta Anos de Paisagem Brasileira (MAM/SP);
•1978: A Paisagem na Coleção da Pinacoteca (Pinacoteca do Estado);
•1980: A Paisagem Brasileira: 1650-1976 (Paço das Artes);
•1985: 100 Obras Itaú (Masp);
•1986: Dezenovevinte: Uma Virada no Século (Pinacoteca do Estado);
•1987: A Trama do Gosto: um outro olhar sobre o cotidiano (Fundação Bienal);
•1989: Pintura Brasil Século XIX e XX: obras do acervo do Banco Itaú, (Itaugaleria);
•1991: Imagens Paulistas (Paço das Artes);
•1995: Da Marinha à Natureza Morta.
Mais recentemente, em 2013, a Pinacoteca de São Paulo recebeu a exposição intitulada “O Pensionato Artístico Paulista na República Velha (1889-1930)”, na Luz, Centro de SP. O evento expôs 17 obras que foram criadas de 1889 a 1925, período em que alguns artistas ativos na capital paulista receberam bolsas de estudo do governo, concedendo assim, obras à Pinacoteca, como forma de retribuição.
Não só trabalhos de Campos Ayres compuseram a exposição, outros artistas como Dario Villares Barbosa, Lopes Leão, Helena Ohashi, e Túlio Mugnaini também tiveram suas obras contempladas. Mario Villares Barbosa, Marcelino Vélez, Oswaldo Pinheiro e Valle Júnior foram representados na mostra junto dos artistas citados.
É importante mencionar, que atualmente há nove obras de Campos Ayres no acervo da Pinacoteca, sendo elas:
•Nenufares-Bois de Bologne: óleo sobre tela, incorporado ao acervo em 1914;
•Matin D´Automne: óleo sobre tela, incorporado ao acervo em 1914;
•Arrozal: óleo sobre tela, comprado pelo Governo do Estado de São Paulo em 1952;
•Estudo de torso masculino: carvão sobre papel, doado em 1952, por Paulina Cruz Ayres;
•Estudo de nu masculino: carvão sobre papel, doado em 1952, por Paulina Cruz Ayres;
•Estudo de torso masculino: carvão sobre papel, doado em 1952, por Paulina Cruz Ayres;
•Estudo de nu feminino: carvão sobre papel, doado em 1952, por Paulina Cruz Ayres;
•Paleta: madeira e tinta a óleo, doado em 2007, por Ruth Sprung Tarasantchi;
•Obra sem título, doada em 2008, pela Associação dos amigos da pinacoteca do Estado.

## Locais importantes na carreira de Campos Ayres
As obras de Campos Ayres foram expostas em diferentes galeiras e instituições, sendo umas conhecidas e outras nem tanto. Entre esses locais por onde o pintor paulista já passou, vale destacar:
•Pensionato Artístico do Governo do Estado: o Pensionato Artístico era o único órgão oficial de proteção às artes em São Paulo, além de ser um local onde bolsas de estudos eram concedidas aos artistas paulistas. Assim, com essa oferta, o artista contemplado com a bolsa deveria enviar projetos e atividades desenvolvidas nos cursos, periodicamente. Cópias de obras de artistas europeus renomados também eram mandadas ao órgão.
É importante lembrar que para conseguir a bolsa, o artista deveria criar um trabalho individualmente, para que suas habilidades e qualidades técnicas pudessem ser avaliadas. Caso já tivesse realizado uma encomenda bem aceita pelos demais, o pintor também poderia participar do processo.
•Pinacoteca do Estado: a Pinacoteca do Estado foi fundada no ano de 1905, por Carlos de Campos, Ramos de Azevedo, Freitas Valle, Sampaio Viana e Adolfo Pinto, passando a funcionar somente em 1911, após os ajustes realizados por Freitas Valle.  As entradas eram cobradas somente aos sábados, e artistas amadores podiam expor as segundas, quartas e sextas-feiras, das 11h00min até as 13h00min. Já as quintas-feiras e aos domingos, o local recebia os colégios da região, para visitas. Vários artistas locais enviavam suas obras e seus trabalhos em desenvolvimento para que houvesse o conhecimento de seus avanços nos estudos no exterior.
Atualmente, a Pinacoteca conta com um acervo de obras importantes, o que anteriormente foi uma exigência feita por J. Wasth Rodrigues, Anita Malfatti, Túlio Mugnaini e Alípio Dutra.Do período de sua fundação até o ano de 1912, Ramos de Azevedo dirigiu a Pinacoteca do Estado, em paralelo a direção do Liceu de Artes e Ofícios, retomado por ele a partir de 1903. Em seu primeiro catálogo, divulgado em 1914, o acervo era composto por 86 quadros e 705 reproduções francesas, que permaneceram no local após a Exposição Francesa, de 1913, juntamente de medalhas, coleções de gessos e esculturas. Quatro anos mais tarde o acervo foi ampliado, com 90 pinturas, e em 1938 faziam parte da coleção 125 pinturas e 10 esculturas.
•Os salões da Escola Nacional de Belas-Artes: como não havia exposições oficializadas e regulares em São Paulo, os artistas se deslocavam até o Rio de Janeiro, para participarem do Salão da Escola Nacional de Belas-Artes, que era considerado um centro artístico de extrema relevância, mesmo sem um grande público, devido à falta de hábito dos cariocas em frequentarem exposições de arte. Em 1915, as exposições foram reduzidas devido a crise político-econômica, em paralelo com a mudança do governo diante dos impactos da Primeira Guerra Mundial. Houve uma troca na direção do Salão do RJ, com Rodolpho Bernardelli sendo substituído por J. Batista da Costa. Somente em 1933/1934, os paulistas puderam expor com frequência, com a criação do Salão Paulista de Belas-Artes.
•Galeria Blanchon: ao perceber o apresso dos colecionadores brasileiros pelas obras estrangeiras que trazia para o País, Henri Blanchon, vinculado a Galeria Jorge Petit de Paris, fundou a Galeria Blanchon em 1927, na Rua Barão de Itapetininga, em São Paulo. No acervo, continham 300 telas, de Bernard, Maxence, Meunier, Diaz, Ziem, Charles Jacque, entre outros. No evento de inauguração da galeria, figuras ilustres vieram prestigiá-lo, como o cônsul da França e o diretor do Museu do Ipiranga, Dr. Afonso d'Escragnolle Taunay. Documentos importantes para a história do Brasil também podiam ser encontrados no estabelecimento, como mapas antigos e livros autografados pela família real. Em 1928, a galeria levou uma exposição de pintura francesa para Curitiba, e depois expandiu-a para outras regiões brasileiras. Um tempo depois chegou a mudar de endereço, sendo transferida para a Rua São Bento, e em 1930 fechou as portas, com a venda do estoque de seus quadros.

## Desenvolvimento da arte em São Paulo
No começo da Primeira Guerra Mundial, artistas como Oscar Pereira da Silva e Benedito Calixto eram conhecidos por atuarem em São Paulo. Depois, chegaram outros, como Georg Fisher e Wiliam Zadig. Ao longo da guerra, a relação estabelecida entre o Brasil e a Europa enfraqueceu, devido ao isolamento econômico de todo o território nacional, que sofreu cortes bruscos nas importações, sendo obrigado a fabricar itens de serralheria. Com isso, houve ainda o uso de materiais nativos na arquitetura civil, bem como o emprego de mobiliários no mercado, que foram considerados de grande cunho artístico. A industrialização e a solicitação de artistas e artesãos brasileiros ocorreram no mesmo período.
Devido a esse afrouxamento no laço entre Brasil e Europa e por conta da guerra, Campos Ayres, Mário Villares Barbosa, J. Wasth Rodrigues e outros artistas precisaram retornar ao Brasil, o que culminou em uma exposição em solo paulista.
Além da venda de suas obras, para se sustentarem financeiramente, os artistas paulistas davam aulas de pinturas em escolas locais. O processo para que pudessem expor com frequência foi longo e demorado; entretanto, as coisas começaram a mudar gradualmente. Em 1920, por exemplo, houve  40 exposições em território paulista, o que é um bom resultado, se comparado a 1913, 1914 e 1917, quando ocorreram respectivamente, 10, 12 e 24 exposições. Aqui, já se faziam notar os trabalhos de alguns modernistas, como Vicente do Rego Monteiro, Anita Malfatti e Regina Gomide Graz.
Os artistas que voltavam da Europa e passaram a expor em São Paulo, se depararam com uma cidade vista como culta e amante das artes, uma vez que homens poderosos começaram a gastar suas fortunas com obras de arte, principalmente as de artistas mais acadêmicos ou clássicos. Além de Campos Ayres, outros artistas se destacaram acerca das artes plásticas, sendo eles: Campão Lopes Leão, Oscar Pereira da Silva, Paulo Valle Jr, Pedro Alexandrino e Clodomiro amazonas.
Neste período, vale destacar que com a industrialização, a urbanização e o desenvolvimento do empresariado e do proletariado, muito se queria passar, seja através da política ou da arte e da cultura. Por meio da literatura, da música e das artes plásticas, os artistas modernistas procuraram criar e entender a cultura do Brasil, ao mesmo passo em que tentaram interligá-la com o contexto internacional.
Entretanto, mesmo com o marco da Semana de Arte Moderna, em 1922, que aconteceu no Teatro Municipal, trazendo a inovação e a vontade de expandir o mundo contemporâneo, com obras de artistas de São Paulo, Minas Gerais, Rio de Janeiro e Recife, havia não só uma preocupação de intelectuais acerca da reforma das instituições, o que inclui a Constituição de 1891, o que os fizeram propor uma reestruturação da sociedade brasileira, como também o mantimento da tradição colonialista, dos latifúndios e de fatores da Oligarquia, o que gerou um desenvolvimento desigual entre as regiões do País.
Desse modo, tendo como enfoque a potencialização dos centros urbanos, houve ajustes na forma como a sociedade se portava e se comunicava, bem como os valores acerca da cultura cotidiana que pregavam, que passaram a ser representadas pelo mundo moderno através da ideia de simultaneidade, fragmentação e da sensação de velocidade e movimentação constante.